# Архангельська вулиця (Кропивницький)
Вулиця Архангельська — вулиця у Кропивницькому. Пролягає від вулиці Єгорова до Водяного провулку.
Вулицю перетинають вулиці Гагаріна, Шевченка, Дворцова, Чміленка, Тараса Карпи, Гоголя, Преображенська, Покровська, Миколи Смоленчука.

## Історія
Виникла наприкінці XVIII ст., здобувши назву Архангельська, від дислокованого тут Архангельського драгунського полку.
У 1930-і роки вулиця була перейменована на Молотова, на честь одного з соратників Сталіна. Після усунення Молотова від влади 1958 року вулиця отримала назву Червоногвардійської.
16 грудня 2014 року Кіровоградська міська рада повернула вулиці історичну назву.

## Галерея

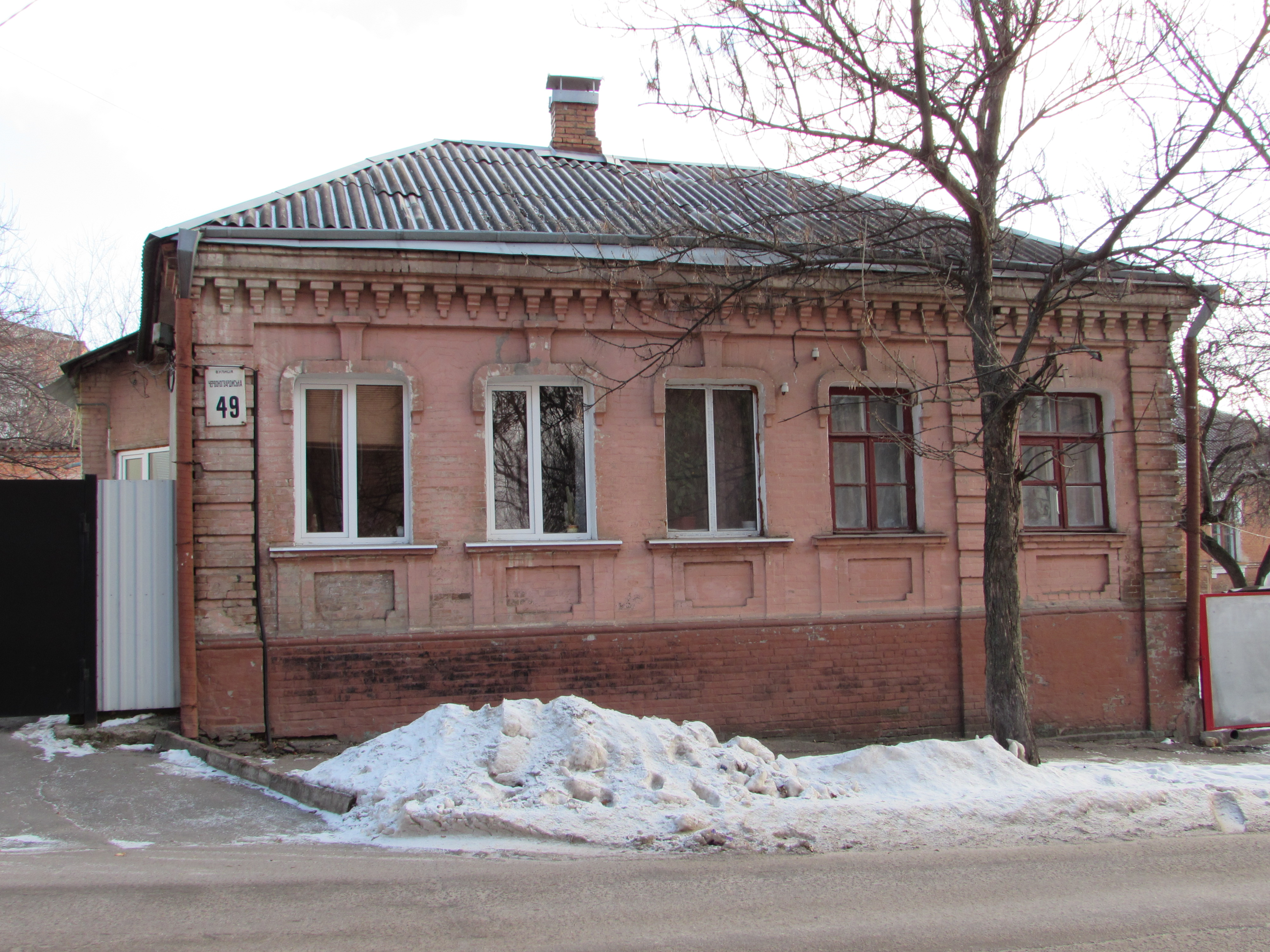
Архангельська, 49
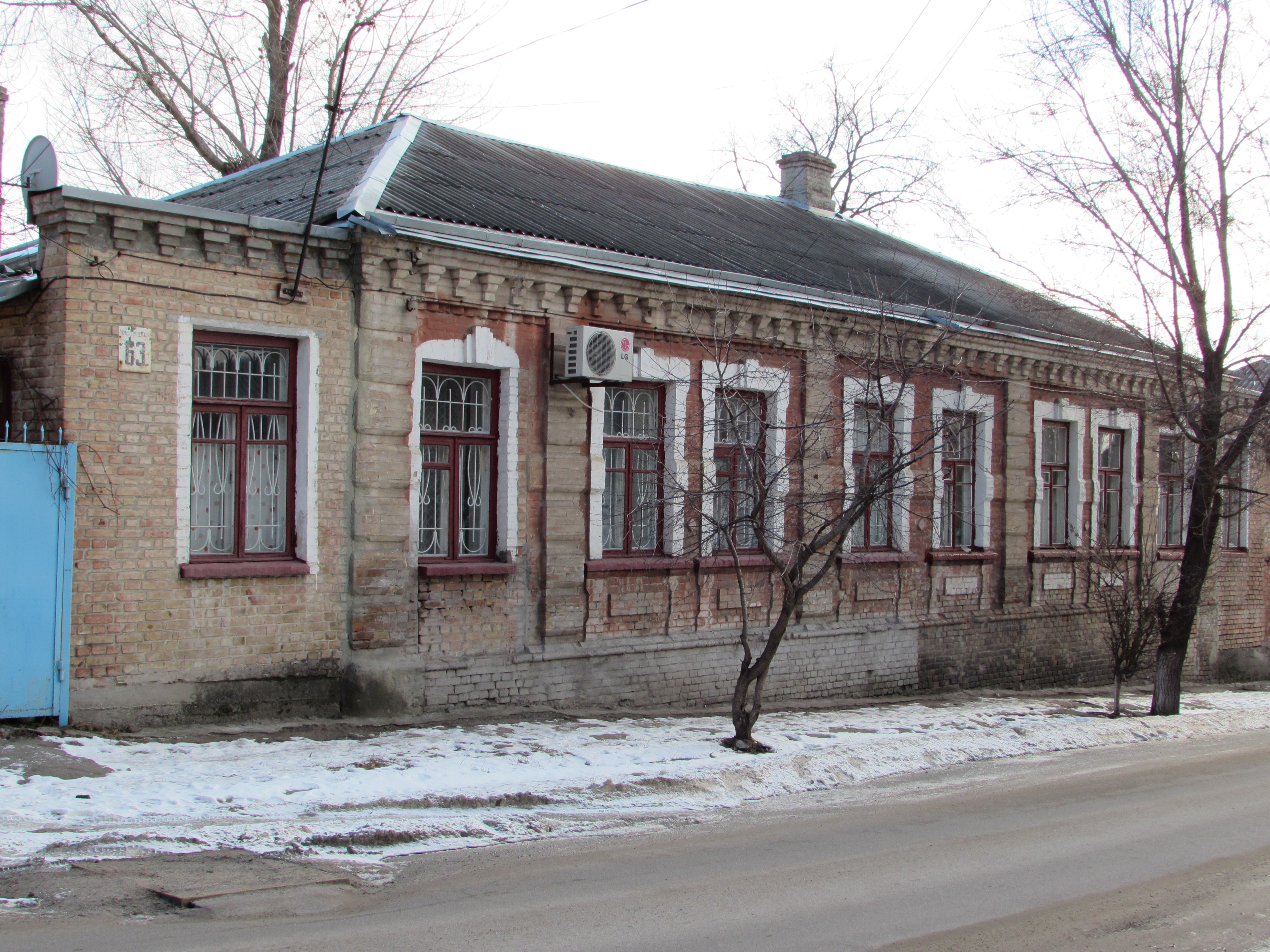
Архангельська, 63
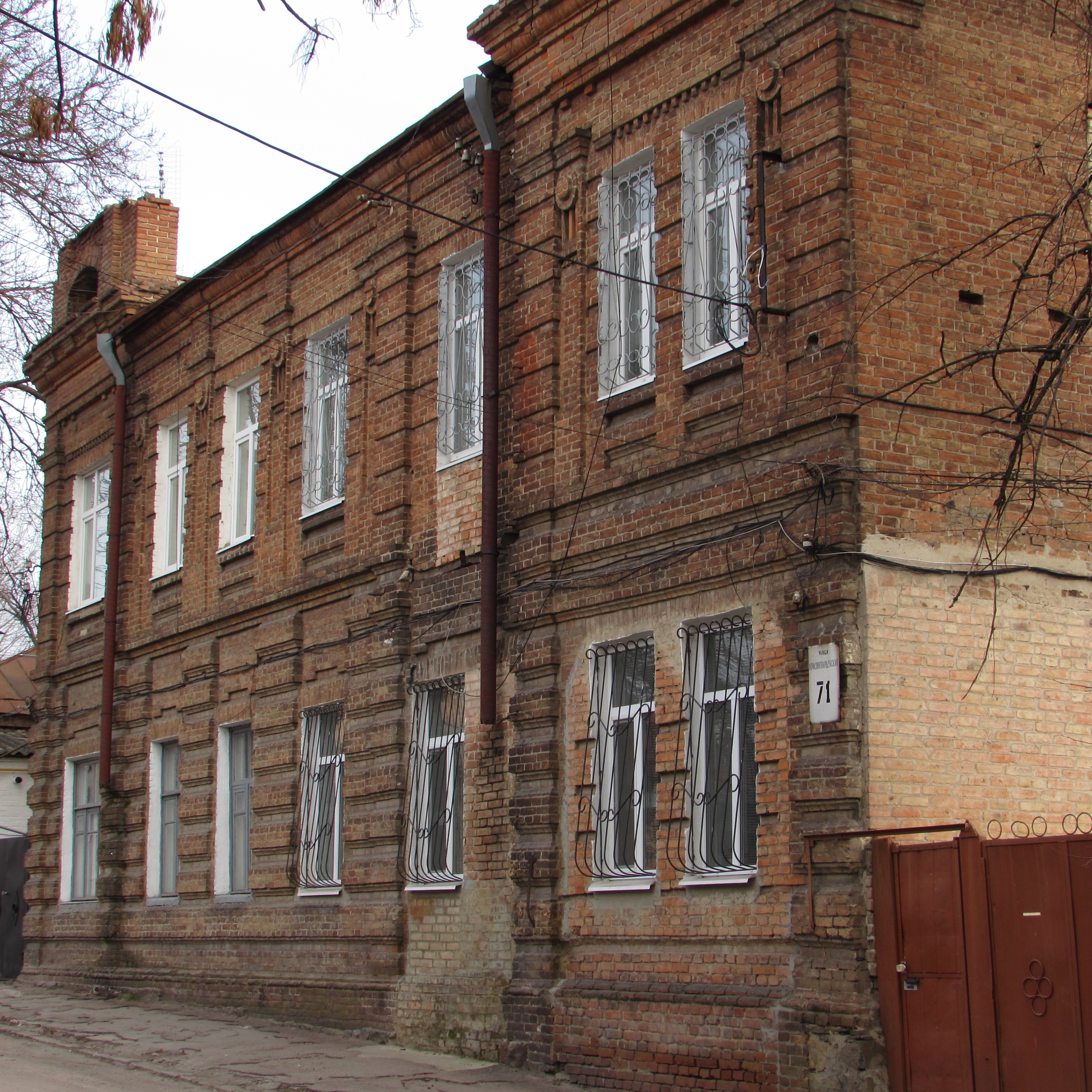
Архангельська, 71
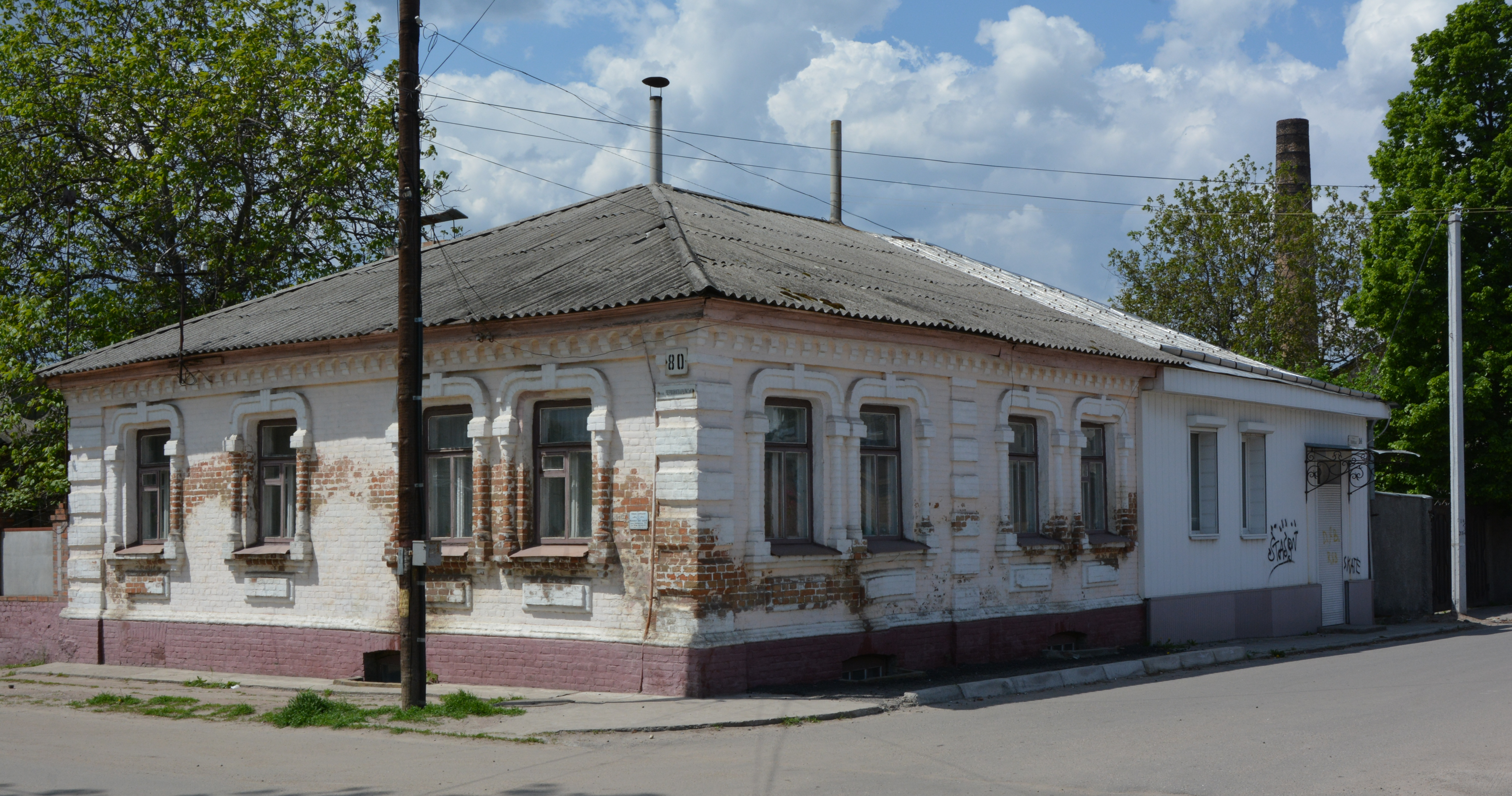
Архангельська, 80 дріб 14

## Джерело
- Матівос Ю. М. Вулицями рідного міста, Кіровоград: ТОВ «Імекс-ЛТД», стор. 19

| Україна | Це незавершена стаття з географії України. Ви можете допомогти проєкту, виправивши або дописавши її. |